# City Road
City Road ou The City Road est une route qui traverse le centre de Londres. 

## Situation et accès
L'extrémité nord-ouest de la route se trouve à Angel où elle forme le prolongement de Pentonville Road. Pentonville Road est le nom moderne du premier contournement de Londres, la London Inner Ring Road, construite en 1756. La City Road a été construite en 1761 dans le prolongement de cet itinéraire menant à la Cité de Londres.
Depuis Angel, City Road passe à peu près au sud-est et descend au-delà du City Road Basin du Regent's Canal et de Moorfields Eye Hospital, après quoi il se rapproche du sud et est relié à Old Street par un grand rond-point. Après Old Street, elle continue vers le sud, passe devant le Cimetière de Bunhill Fields, la Chapelle Wesley et la Honourable Artillery Company, puis continue vers le sud en direction de Finsbury Square, puis de Finsbury Pavement, puis de Moorgate — cette dernière partie commençant à la frontière avec la ville de Londres. Ces routes constituent un point d’entrée majeur dans la Cité de Londres et ont été étendues en 1846 à travers la Cité elle-même (comme Princes Street et King William Street) pour rejoindre le Pont de Londres.
La partie de la route située au nord de Old Street se trouve sur le London Inner Ring Road et trouve donc dans la zone du péage urbain de Londres. Le périphérique continue vers l’est, le long de Old Street. La majeure partie de la route est dans le Borough londonien d'Islington, bien que la ligne entre Wharf Road et le rond-point de Old Street soit la frontière entre Islington et Hackney, de sorte que les deux côtés se trouvent dans des Boroughs différents.

Une carte faisant figurer le quartier de City Road dans le district métropolitain de Finsbury créé en 1952.

Les stations du métro de Londres proches sont Angel, Old Street et Moorgate. La station désaffectée City Road était sur City Road elle-même.
Les lignes de bus desservant City Road sont les lignes 43, 205, 214, 394.

## Bâtiments remarquables et lieux de mémoire
City Road et The Eagle sont citées dans un couplet de la chanson enfantine Pop Goes the Weasel de 1856. Le passage de la chanson est inscrit sur le mur de The Eagle.